# Trechnites
Trechnites (лат.) — род мелких паразитических хальцидоидных наездников из семейства Encyrtidae.
Около 20 видов. Встречаются повсеместно. В Европе 5 видов.

## Описание
Для фауны бывшего СССР указывалось 5 видов. Длина около 1—2 мм. Жвалы 4-зубые. Тело тёмное с металлическим блеском. На щите среднеспинке расположены парапсидальные бороздки. Жгутик усика 6-члениковый (в целом, весь усик включает 10 сегментов). Лапки 5-члениковые. Эндопаразиты личинок листоблошек (Psylloidea) из группы равнокрылых насекомых (Homoptera). По этой причине, вид T. insidiosus (= psyllae) был в 1965 году интродуцирован из Швейцарии в Калифорнию (США) для использования в биологической борьбе с таким вредителем как листоблошка Cacopsylla pyricola Föerster.
- Trechnites albipodus Kazmi & Hayat, 1995
- Trechnites aligarhensis Hayat, Alam & Agarwal, 1975
- Trechnites alni Erdös, 1957
- Trechnites angolensis  Prinsloo, 1981 — Ангола
- Trechnites australiensis  (Girault, 1915)
- Trechnites brevicornis  Erdös, 1957
- Trechnites concinnus  Kazmi & Hayat, 1995
- Trechnites dubiosus  Sharkov, 1995
- Trechnites flavipes  (Mercet, 1921)
- Trechnites fuscitarsis  Thomson, 1876  typus
  - =Metallon fuscitarsis
- Trechnites insidiosus (Crawford, 1910)
  - =Trechnites psyllae Ruschka, 1923  (синоним с 2009 года)[4]
- Trechnites manaliensis  Hayat, Alam & Agarwal, 1975   — Индия, ЮАР
- Trechnites merops  Noyes & Hanson, 1996
- Trechnites morulus  Prinsloo, 1981  — ЮАР
- Trechnites pernicialis  Robinson, 1970 — Уганда
- Trechnites sadkais Guerrieri & Noyes, 2009[4]
- Trechnites secundus (Girault, 1915)
- Trechnites silvestris Kazmi & Hayat, 2009
- Trechnites trjapitzini Sugonjaev, 1968 [6]
- Trechnites versicolor Prinsloo, 1981  — ЮАР
- Trechnites viridiscutellatus (Ishii, 1928)
- Trechnites viridiscutellum (Girault, 1915)